# Michael Gottschald
Michael Gottschald, auch Gottschaldt oder Gottschalch, (* 1597 in Cotta in Böhmen; † 22. April 1674 in Eibenstock) war ein frühneuzeitlicher deutscher Unternehmer. 
Der Sohn des Handelsmanns Bartholomäus Gottschald floh zusammen mit seinen Eltern als Exulant von Böhmen nach Sachsen. Zunächst ließ er sich in Pirna nieder, siedelte dann aber in das erzgebirgische Eibenstock über, wo er als Mitglied des städtischen Rates, Floßschreiber sowie Zinnhändler und -verleger tätig war. 1653 erhielt er die kurfürstliche Konzession für die Anlage eines Hochofens in Wildenthal im westlichen Erzgebirge und zwei Jahre später das Privileg für den Betrieb eines Hammerwerks im selben Ort. Mit Privileg vom 20. August 1653 wurde ihm auch die Wassernutzung, insbesondere auch der Grüner Grabens, eingeräumt.
Der Hammer in Wildenthal wird 1656 unter denjenigen Betrieben in Kursachsen genannt, die Eisen für den Marstall in Dresden liefern mussten. 1658 wurde Gottschald mit den Abgaben an das Amt Schwarzenberg rückständig.
Gottschald besaß den halben Muldenhammer und er musste 1658 gegen den Hammerherren Siegel in Schönheide prozessieren. 1659 klagten mehrere Hammermeister gegen Gottschald. 1647/48 und 1666/69 war er Stadtrichter in Eibenstock, 1665 wird er als Hammerherr und Ratsmitglied bezeichnet. 1688 zahlte der Wildenthaler Hammerherr 1 Taler und 6 Groschen Quatembersteuer vom Hohofen, 1 Taler von zwei Blechhämmern und 12 Groschen vom Stab- und Frischfeuer.
Am 27. April 1664 kaufte er die Windischthal genannte Hälfte des Muldenhammers von Christian Kleinhempel.
Von seinen Zeitgenossen wurde Gottschald auch als Holtz-Michel bezeichnet; für seine Kinder hielt er einen Hauslehrer. Seine Tochter Anna heiratete Christian Wittich, einen Sohn aus der erzgebirgischen Hammerherrenfamilie Wittich. Sein Enkelsohn Johann Jacob Gottschald (1688–1759) wurde Pfarrer und ein Kirchenliederdichter.
Nach dem Tod Michaels kauften am 26. Juni 1674 seine beiden Söhne Wolf Adam und Friedrich Gottschald(t) das Hammerwerk Wildenthal und den halben Muldenhammer von ihrem Bruder Michael sowie den beiden Schwestern und Miterbinnen Eva Charitas Meyer und Anna Wittich für 12.000 Taler ab.